# Maskenbildner

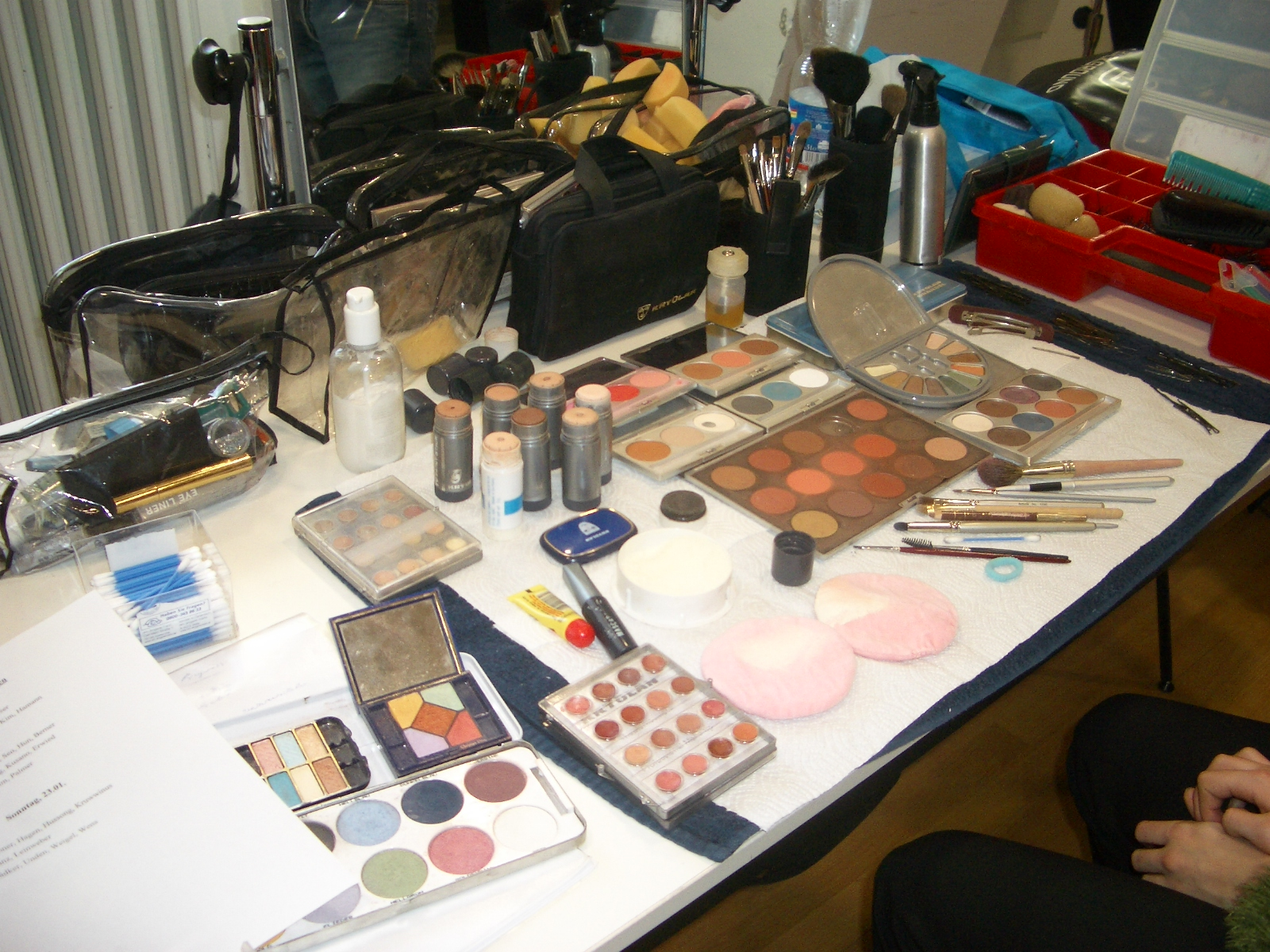
Arbeitsutensilien eines Maskenbildners am Theater

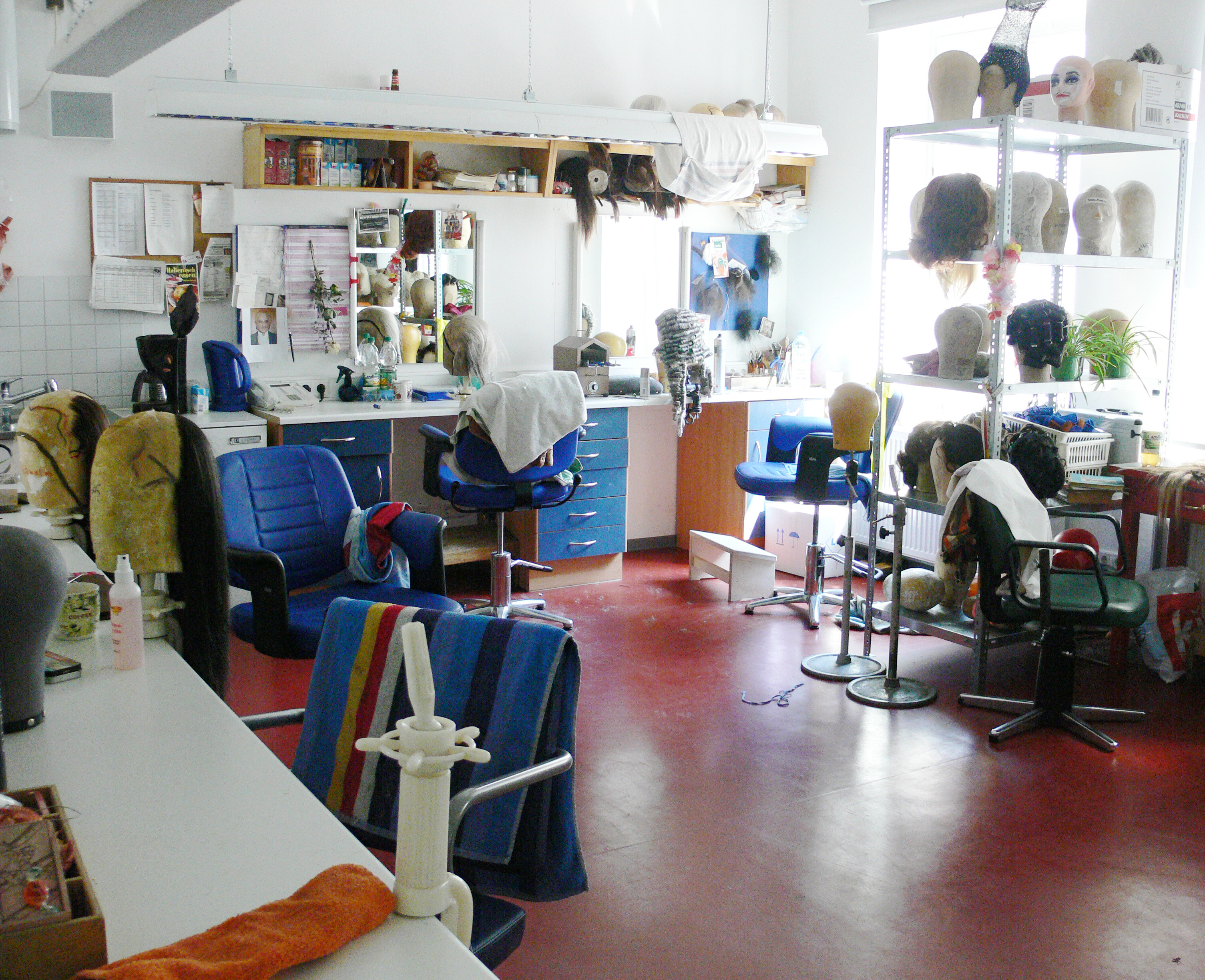
Maske am Theater Bielefeld

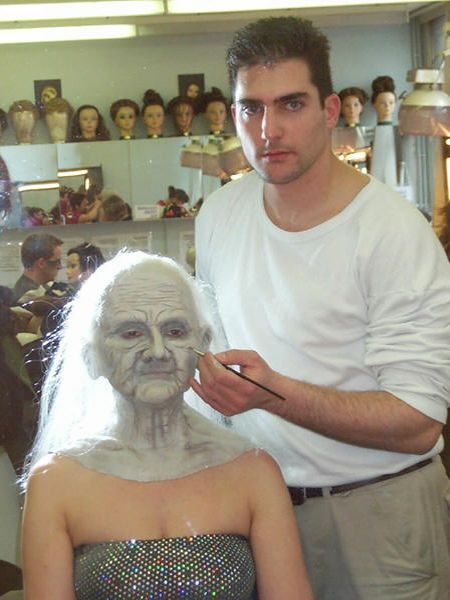
Maske für Filmaufnahmen

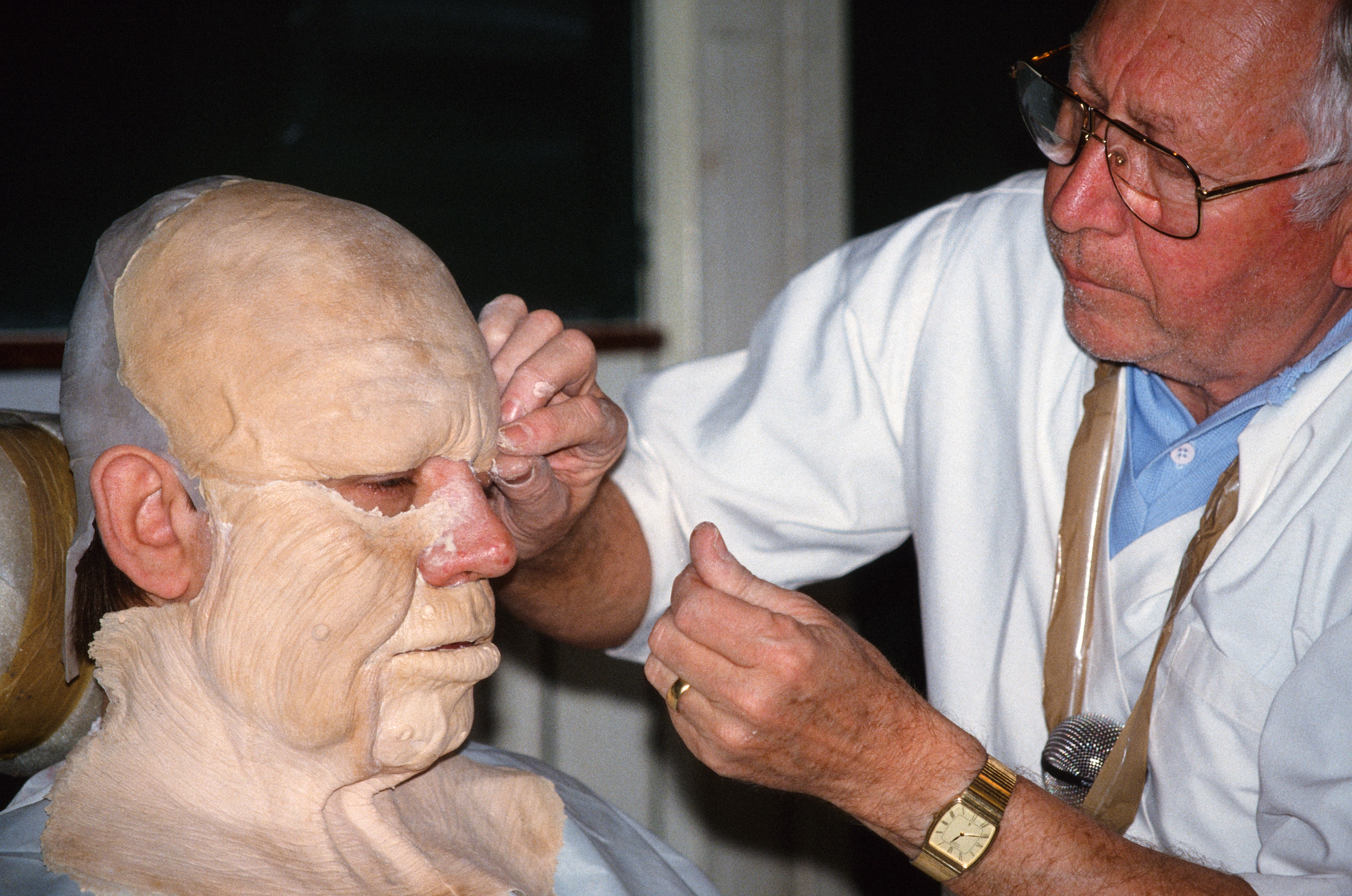
1986, Internationales Workshop Seminar für Maskenbildner (International Workshop Seminar for Make-up Artists) unter der Leitung des US-amerikanischen Maskenbildners Werner Keppler an der Technischen Universität in Berlin

Maskenbildner (englisch Make-up-Artist) ist ein Beruf im Filmkunst- und Theaterbereich, dessen Aufgabenfeld über das von Visagisten hinausreicht. Die Tätigkeit von Maskenbildnern wird im Fachjargon auch als „Maske machen“ bezeichnet, der Arbeitsbereich „die Maske“ genannt.
Seit 1982 wird der Produktionsbereich Maske bei der Verleihung der Oscars als eigene Kategorie geführt und ausgezeichnet.

## Tätigkeitsbereiche
Maskenbildner sind beim Film, Theater, Musical, an der Oper und überall dort beschäftigt, wo Menschen in der Öffentlichkeit ein spezielles Aussehen brauchen. Ihr Beruf ist dem des Visagisten ähnlich, aber nicht gleich: Visagisten sind insbesondere für das Schminken im Bereich Braut-, Abend-, Gala- und Laufsteg-Make-up zu finden. Dabei gibt es Ausnahmen und Überschneidungen.
Maskenbildner sind üblicherweise für das Schminken und Frisieren von Darstellern bei Theater, Oper, Musical, Film und Fernsehen zuständig. Die Tätigkeiten umfassen nicht nur das Schönschminken, sondern auch das optische Verwandeln des Darstellers in andere Gestalten, z. B. eines jungen Menschen in einen alten Menschen, in ein Monster oder einen nicht menschlichen Charakter.
Dazu benutzen Maskenbildner spezielles Bühnen-Make-up und teilweise auch meist selbst angefertigte Gesichts- und Körperteile, sogenannte Prosthetiks. Sie arbeiten auch mit Modelliermasse, um beispielsweise Narben oder Wunden anzufertigen, sowie weiteren Hilfsmitteln, um Menschen äußerlich zu verändern (falsche Bärte, Perücken oder Glatzen). Maskenbildner sind auch für Frisuren sowie die Herstellung von Perücken, Haarteilen und Bärten zuständig sowie für deren Frisieren und Pflegen.
Siehe hierzu auch: Gesichtsbemalung

## Ausbildung

### Deutschland
Seit 2002 ist der Beruf des Maskenbildners in Deutschland staatlich anerkannt und die Ausbildung ist auf drei Jahre nach dem dualen Ausbildungssystem festgeschrieben. Daneben gibt es schulische Ausbildungen an Berufsfachschulen, welcher der Rahmenlehrplan für den Ausbildungsberuf Maskenbildner zu Grunde liegt.
Das Studium wird an staatlichen oder privaten Hochschulen angeboten. An der Hochschule für Bildende Künste Dresden wird für die Aufnahme des Studiums Maskenbild ein fünfmonatiges studienvorbereitendes Praktikum verlangt, und der Studiengang schließt mit einem Diplom ab.
Die Hochschule für Musik und Theater München bietet seit 2006 in Kooperation mit der Bayerischen Theaterakademie August Everding den Bachelor-Studiengang Maskenbild – Theater und Film an, der mit dem Bachelor of Arts abgeschlossen wird.

## Berufsbezeichnung
Die Berufsbezeichnung Maskenbildner ist in Deutschland nicht geschützt. Die Bezeichnung Make-up-Artist ist die englische Berufsbezeichnung für Maskenbildner und dient der Orientierung auf europäischen und internationalen Arbeitsmärkten.

## Berufe in der Maskenbildnerei
In der Klassifikation der Berufe 2010 (überarbeitete Fassung 2020) ist der Beruf des Maskenbildners der Untergruppe „Berufe in der Maskenbildnerei“ zugeordnet.
| 82342 | Maskenbildner/Maskenbildner                       |
| 82342 | Maskenbildner/Maskenbildner (Lehrgang)            |
| 82342 | Filmcosmetologe/Filmcosmetologin                  |
| 82342 | Bühnencosmetologe/Bühnencosmetologin              |
| 82342 | Maskenbildner-Assistent/Maskenbildner-Assistentin |
| 82342 | Solomaskenbildner/Solomaskenbildnerin             |

| 82343 | Maskenbildner/Maskenbildnerin (Hochschule)        |
| 82343 | Dipl.-Designer/Dipl.-Designerin (FH) – Maskenbild |

## Auszeichnungen
Auszeichnungen werden oft an überzeugend dargestellte nicht-menschliche Wesen vergeben, einschließlich Zombies (z. B. Saturn Awards für Zombie 2 und Evil Dead), Werwölfe (z. B. American Werewolf), Vampire (Oscar für Bram Stoker’s Dracula) und Androide (Saturn Award für Terminator und Oscar für Terminator 2), sowie Mischwesen (Die Fliege).
Zahlreiche Auszeichnungen, die im Bereich Maske vergeben werden, sind im Bereich der Kino- und Spielfilme angesiedelt, hier einige der bekannsten:
- seit 1975: Saturn Award; Saturn Award für das beste Make-up
- seit 1982: Oscar, Kategorie Bestes Make-up und beste Frisuren
- seit 1992: Fangoria Chainsaw Awards für Horrorfilme und Thriller, Kategorie: Best Makeup FX[15]
- seit 2002: Emmy, mittlerweile mehrere Makeup-Kategorien, wobei Frisuren bereits seit 1984 prämiert werden.

## Trivia
- Der allererste Oscar, der an einen Maskenbildner verliehen wurde, war der Ehrenoscar, den William Tuttle, bereits 1963,  für seine Beteiligung an Der mysteriöse Dr. Lao vergeben wurde.[16]
- Der amerikanische Maskenbildner Rick Baker erhielt insgesamt fünf Oscars, darunter zwei für seine Werwölfe (American Werewolf, 1981 und Wolfman 2010), sowie einen für die Figur des Grinch (2000)
- Michèle Burke zählt zu den wenigen weiblichen Maskenbildnerinnen mit mehreren Oscars ausgezeichnet wurde. 1983 für Am Anfang war das Feuer (gemeinsam mit Christopher Tucker) sowie 1992 für Bram Stoker’s Dracula (gemeinsam mit Greg Cannom und Matthew Mungle).[17]